# Fartons
Les fartons (espagnol : fartón) sont une spécialité pâtissière du pays valencien en Espagne. Ils ont une forme longue et fine et sont généralement mangés en les trempant dans de l'horchata. Ils se préparent à partir de farine, d'eau ou de lait, d'huile, de levure, d'œufs et de sucre.

## Histoire
Dans les années 1960, une famille du nom de Polo a mis au point une pâtisserie spéciale, de forme oblongue, douce et délicate. Comme elle avait une texture très spongieuse, elle était parfaite pour absorber la horchata et, grâce à sa forme allongée, elle pouvait être trempée jusqu'au fond du verre. C'est ainsi qu'est né le Fartons Polo.